# Maya (personaje de Pokémon)
Maya, (conocida en Japón como Hikari y Dawn en Inglés e Hispanoamérica) es un personaje ficticio del anime, manga y de los videojuegos de Pokémon. Ella es un personaje principal de la serie animada Pokémon y es jugable en Pokémon Diamante y Perla y en Pokémon Platino.

## Información del personaje
Dawn/Maya es hija de Johanna (Ayako en japonés), quien una vez fue una de las mejores Coordinadoras Pokémon, habiendo ganado el Gran Festival. Deseando seguir los pasos de su madre, Dawn/Maya quiere convertirse en una coordinadora Pokémon. Su Pokémon inicial fue un Piplup (Pochama en japonés). Al comenzar su viaje, Dawn/Maya vio al Pokémon legendario Mesprit (de igual forma que Ash Ketchum en el inicio de su viaje, cuando vio a Ho-Oh). Además encontró al herido Pikachu de Ash quien, tratando de defenderse del Team/Equipo Rocket, destruyó la bicicleta de Dawn/Maya (un suceso frecuente en la serie, ya que tanto a May como a Misty les arruinaron la bicicleta con una descarga eléctrica). Encuentra una rival en Zoey (Nozomi en japonés), otra Coordinadora Pokémon. También otros viejos amigos como Kenny (Kengo en japonés). Kenny también es un coordinador Pokémon, por lo que él, además de ser amigo de la infancia de Dawn/Maya, ahora también es su rival. 
La ropa habitual de Dawn/Maya en la serie siempre es llevar bufanda y gorro para nevadas, una minifalda rosada y una blusa sin mangas, ya que se le mira muy bien esa ropa aunque en algunos episodios, Dawn/Maya tiende a usar diferentes atuendos, por ejemplo, en los concursos, usualmente se pone un vestido. En el primer episodio de la temporada, "Siguiendo el Viaje de una doncella", trajo una maleta llena de vestidos de concurso y ropa. En vez de elogiarla por su hábil sentido de la moda, su madre empaquetó lo necesario en una pequeña bolsa Pokémon (similar a una de los juegos).
En la segunda temporada de la serie Negro y Blanco, también la decimoquinta temporada de la serie, Dawn/Maya reaparece para reunirse de nuevo con Ash, tras regresar de Hoenn, pero esta vez en la zona este de la región Unova/Teselia. Sus Pokémon fueron los mismos de su última aparición en la serie Diamante y Perla. Estuvo unos días con Ash en Unova/Teselia y compitió en la Copa Júnior (Torneo Mundial Pokémon).
En el EP752, se enfrenta al Stoutland de un entrenador, llamado Rikioh, al que vence fácilmente con su Piplup y así sale victoriosa pasando a la segunda ronda del torneo. Se sintió muy inspirada para sus próximos concursos, con la batalla entre Cintia y Catleya.
En el EP753, se enfrenta al Dragonite de Iris, pero en este encuentro pierde con su Mamoswine. Aunque se encontraba en ventaja, no logró ganar, ya que Dragonite resistió la mayoría de los ataques de tipo hielo de Mamoswine. Al perder, ella quedó entre los 8 mejores.
Finalmente, en el EP755, después de la batalla de Alder/Mirto y Trip (que fue el ganador de la Copa Júnior), tiene una última batalla con Ash y su Pikachu, en donde usa a su Quilava. Concluida la batalla, se despide de todos para ir a competir en la Copa Wallace/Plubio en la región Johto.
En la Serie Viajes Maestros Pokémon, en la región Sinnoh, Dawn/Maya reaparece en los episodios EP1163 y EP1164, donde conoce a Chloe cuando Piplup intenta comer algo de lo que ella prepara. Quiere participar en un Concurso Pokémon en la Ciudad Eterna/Vetusta y descubre que Chloe quiere ver el mismo concurso, deciden trabajar juntas. Después, luchan contra un Rhydon enfurecido que había sido privado de sueño debido a las pesadillas de Darkrai, antes de encontrarse con un Cresselia malherido. Dawn/Maya consiguió curarlo, luego el Team/Equipo Rocket lo ataca y Darkrai lo protege, al correr se reencuentra con Ash y conoce a Goh. Juntos los 4, luchan contra el Team/Equipo Rocket y Darkrai lo resuelve todo. Después de que Darkrai y Cresselia regresen a sus islas natales, Dawn/Maya y sus amigos disfrutan el verano en las playas de Sinnoh.

## Personalidad
Maya es una persona bastante alegre, simpática y animada. Aun así, es muy vanidosa y suele hacer muchos cambios de ropa. Dawn suele apoyar a Ash en los combates, llegando incluso a vestirse de animadora. Su sueño, es ser una de las mejores coordinadoras como lo fue su madre. Al principio, no tenía confianza en sí misma porque no lograba avanzar a la segunda ronda de los concursos, pero, luego, fue cambiando y obtuvo confianza, empezando a ganar cintas y evolucionando como coordinadora. Además es una joven que ama a sus Pokémon y suele sentirse realmente mal si no puede ayudarlos. Sin embargo, ha aprendido a criarlos con el tiempo.
El tema de Maya se llama "Kimi no soba de" ("A tu lado"), donde habla sobre siempre ir adelante, creer en ella misma y volverse más fuerte. Maya dice habitualmente «No te preocupes/No hay de qué preocuparse» a modo de cliché. Es precisamente cuando las cosas suelen terminar mal y a modo de gag los otros personajes como Ash, Brock o su madre piensan para sí "Es cuando más me preocupo".
En el episodio EP630 muestra que tiene fobia a Plusle y Minun. Cuando era pequeña, en el colegio, abrazó fuertemente a estos Pokémon y sin darse cuenta les estaba haciendo daño, y ellos le dieron descarga para defenderse. Úrsula se aprovecha de eso y usa a sus Plusle y Minun contra ella en el concurso de Pueblo Amanecer en el cual, Maya, gana su tan esperado quinto listón. Pero esa fobia hacia Minun y Plusle se ve que desapareció, ya que en la ceremonia de inauguración del Gran Festival de Sinnoh estos Pokémon se subieron en sus hombros y le dieron un nuevo estilo de pelo a Maya, pero ella no se vio afectada.

## Amistades
- Ash Ketchum: suelen discutir, pero su relación ha ido mejorando con el tiempo pues se pueden considerar los mejores amigos. El apoyo se va convirtiendo en mutuo ya que Ash ha incorporado algunas combinaciones de Maya a sus batallas, así como ella aprende de sus estrategias. Estos entrenamientos los unieron. En ocasiones ella refuta algunos comentarios de Brock e incluso muestra molestia por la negativa de este en frases como "esta batalla será muy difícil para Ash", o cuando los rivales de Ash tienen un Pokémon con ventaja sobre alguno suyo en batalla, en la cual da a entender que Ash perderá. Le tiene muchísimo aprecio y admiración, y ella siempre buscaba animarlo o apoyarlo de alguna u otra manera, ya sea desde vestirse como animadora para apoyarlo en sus batallas, o apoyándolo a superar derrotas como la de la primera batalla completa contra Paul/Polo. Cuando se despidieron, ella se puso muy triste pero Ash le dijo "que no había por qué preocuparse" y que se volverían a ver.

- Brock: al igual que Ash, Brock y Maya se conocieron en el EP470, en un enfrentamiento contra el Team/Equipo Rocket. A diferencia de Ash, Maya actúa de forma más madura con Brock. Este fue casi como un referente paterno durante el viaje. Gracias a sus conocimientos en el campo de la crianza, Maya ha aprendido muchas cosas sobre los Pokémon, como por ejemplo qué hacer cuando un Pokémon cae enfermo y no hay un Centro Pokémon cerca, conocimientos que puso en práctica cuando su Mamoswine fue herido por un Aggron.

- May/Aura: al finalizar el Gran Festival de Kanto, Aura decide dirigirse a Johto y durante el viaje por Sinnoh, Dawn/Maya la sustituye. Ambas son coordinadoras. Se conocieron en EP545, donde ambas lucharon juntas para poder comer en el restaurante "Siete Estrellas" y en el EP546, junto con Ash y Zoey/Zoe, participan en la Copa Wallace/Plubio, donde ambas llegan a la final donde se realiza un combate de Piplup contra Glaceon y finalmente gana Dawn/Maya.

- Iris: Maya conoce a Iris cuando viaja a Unova/Teselia. Ambas tienen una frase, la de Maya es «No te preocupes/No hay de qué preocuparse», y la de Iris es «Eres un niño/Eres un crío», la cual se la dice comúnmente a Ash. Además, ambas se vuelven más cercanas cuando Maya dice la frase de Iris junto con ella la cual va dirigida a Ash en modo de broma aunque se llevan muy bien.

- Millo: Maya conoce a Millo cuando se encuentra en Unova/Teselia para participar en la Copa Júnior. Al igual que Iris, Maya piensa que el comportamiento de Millo como Sibarita Pokémon es muy extraño y lo mismo piensa de sus frases. Y le pregunta a Iris si su comportamiento siempre es así.

## Concursos Pokémon
- El primer concurso en el que ella participó fue el Concurso Jubileo, que perdió debido a que su Buneary no venció al Glameow de Zoe.
- Su segundo concurso fue el Concurso Aromaflor, en el que venció y consiguió así su primera cinta en Sinnoh.
- El tercero fue el Concurso Corazón. En este concurso no consiguió pasar de la exhibición con Piplup y Pachirisu.
- Después participó con su Ambipom en el Concurso Sosiego pero tampoco consiguió pasar de la exhibición.
- Más tarde, participó en la Copa Plubio y ganó.
- Ganó el siguiente concurso, el Concurso Caelestis, al vencer a Laila, una amiga de su madre.
- Después participó en el Concurso Chocovine y ganó a Ursula.
- Siguiendo con su viaje, participó en el Concurso Pokémon de Alpargata, pero esta vez perdió contra Kenny.
- Por último, participó en el Concurso Pokémon de Nenúfar siendo vencida por James (disfrazado de Jesselina) y su Carnivine.
- Finalmente, llegó al Concurso Pokémon de Amanecer, donde ganó su última cinta/listón venciendo al Plusle y Minun de Ursula con Cyndaquil y Mamoswine.

### Gran Festival de Sinnoh
Maya llegó al Gran Festival y tras pasar la primera ronda con Cyndaquil y Buneary tuvo varias batallas donde usó a Mamoswine, Pachirisu, Piplup y Togekiss. En la final perdió contra Zoe por muy pocos puntos, quedando en el segundo puesto.

## Rivales
- Zoe: primera y mejor rival de Maya. Se conocieron en el primer concurso Pokémon de Sinnoh, en Ciudad Jubileo y mantienen una amistad pero también tienen rivalidad en los concursos. En el Gran Festival de Sinnoh se enfrentaron en la final donde Maya perdió por muy pocos puntos.

- Kenny: un gran amigo de Maya en su infancia y uno de sus rivales. Kenny siente cierta atracción por Maya, ya que en el Episodio 4 "Destinos en un puerto Pokémon" le confiesa sus sentimientos y le pide a ella que viajen juntos, Maya declina la invitación pues desea apoyar a Ash en la Liga Sinnoh.

- Jesselina: en realidad se trata de Jessie del Team/Equipo Rocket, pero disfrazada con un vestido anaranjado, enormes gafas, unas botas marrón claro, peinada con dos coletas sujetadas por dos cintas amarillas, y una enorme cinta amarilla en la parte posterior de la cintura. Usa Pokémon de James, de ella y a veces a Meowth. Es la rival de Maya con la que más ha luchado en los Concursos Pokémon.

- Nando: Nando participa tanto en concursos como en batallas de gimnasio. Él y Maya son muy amigos y también mantienen una rivalidad similar a la de ella y Zoe.

- Úrsula: muestra una actitud malvada y gran maestría utilizando sus ataques más bellos. Siente esa rivalidad por ella desde que Maya ganara la Copa Plubio en la que ella también participó. Maya y Úrsula se han enfrentado 3 veces en total, de las cuales Maya ha ganado las tres veces y Úrsula ninguna.

- May/Aura: Coordinadora con la cual establece una linda amistad. Tuvo que enfrentarse a ella y posteriormente, May/Aura ganó.

## Pokémon que posee

### En su equipo
- Piplup:

Piplup es su Pokémon inicial, entregado por el Profesor Rowan/Serbal. Pasa la mayor parte de tiempo fuera de su Poké Ball. En el EP591 la enfermera Joy le entrega una piedraeterna, para no evolucionar.
- Buneary

Fue el primer Pokémon que atrapó. Lo capturó antes de llegar al concurso de Ciudad Jubileo. Buneary está enamorada del Pikachu de Ash. Es muy buena en las exhibiciones. La usa pocas veces en batallas de concurso. 
- Pachirisu

Lo atrapó en el EP488, pero al ver que Pachirisu no le hacía caso, lo dejó escapar, pero al final lo volvió a atrapar, ya que Pachirisu quería volver con ella. Su potencia eléctrica hace muy bellos sus ataques.
- Swinub → Piloswine → Mamoswine

Es su más fuerte Pokémon. Lo atrapó como un Swinub en la Mansión Pokémon del Señor Backlot. Es un glotón al que le encantan los Pokochos. Evoluciona en el EP573 a Piloswine. En el EP575 evolucionó a Mamoswine al aprender Poder pasado. Al evolucionar a Piloswine no le hizo caso y al evolucionar a Mamoswine tampoco le hacía caso al principio.
- Cyndaquil → Quilava

Lo consiguió como huevo al ganarle en un combate a Lira. En el mismo episodio, el huevo eclosionó. El Piplup de Maya al principio le tenía celos. A pesar de ser tan joven pelea muy bien. Evoluciona en el EE10 defendiendo a Maya de unos Ariados.
- Togekiss

En el EP640 Maya intercambia su ropa con la princesa Salvia, con la que comparte muchos rasgos físicos. La princesa participa en un Concurso Pokémon en el que gana con su Togekiss. Al final del episodio, la princesa deja a Togekiss a cargo de Maya ya que a Togekiss le gustan mucho los concursos Pokémon.

### Entrenándose
- Aipom → Ambipom

Intercambió su Buizel por la Aipom de Ash, ya que a Aipom le gustaban más los concursos que los combates de gimnasio. Evolucionó a Ambipom en EP529, tras aprender doble golpe. Dejó a Ambipom con un famoso ganador de torneos de Ping-Pong Pokémon, que prometió cuidar de ella, ya que a Ambipom le encantaban estos torneos y se la devolvería cuando fuera campeona.

### Intercambiados
- Buizel por Aipom

Intercambió su Buizel por el Aipom de Ash, ya que a Buizel le gustaban más los combates de gimnasio que los concursos a sugerencia de su amiga Zoe. Es la única vez en toda la serie que un protagonista intercambia uno de sus Pokémon de forma definitiva.

## En el juego
Maya aparece en las ediciones Diamante, Perla y Platino de los juegos Pokémon correspondientes a la cuarta generación. Maya es la protagonista femenina del juego así que si el jugador la escoge jugará con ella de la misma manera que con Marina (Crystal) y Aura en las versiones anteriores y Lira ( personaje )/ Lira En cambio, si escoge al personaje masculino, Maya será entonces la asistente del Profesor Serbal y una aliada suya para combates dobles (en ciertas partes del juego). El jugador nunca lucha contra ella.

## En el manga
En el manga es representada por Platinum (así la llaman en la versión inglesa, Platina Berlitz o Miss Berlitz en japonés). Platinum es uno de los personajes femeninos principales del manga Pokémon Special. Ella es una entrenadora adinerada con una gran variedad de Pokémon. Tiene un carácter complicado y es presumida, creída y algo arrogante. En realidad Berlitz es solo su apellido. Su verdadero nombre, Platinum, siempre está oculta tras un objeto o persona. Su nombre vendría del videojuego Pokémon Platino.